# Yi Gi
Yi Gi (26 ottobre 1476 – 28 aprile 1552) è stato un politico coreano, che visse durante la Dinastia Joseon.
Fu primo ministro imperiale dal 1549 al 1551. Era lo zio del padre di Yi I, un celebre scrivano dell'epoca.